# Human Flesh
Human Flesh är Balas debutalbum utgivet den 14 september 2015 på galiciska skivbolag Matapadre. Albumet spelades in i studion Montealto, i A Coruña, med Fernando Mejuto och Hugo González Santeiro som ljudtekniker.

## Låtlista
| Nr | Titel            | Längd |
| -- | ---------------- | ----- |
| 1. | Tripas + Chained | 4:09  |
| 2. | Freedom Is       | 2:26  |
| 3. | Human Flesh      | 2:57  |
| 4. | A.S.A.B.         | 3:22  |
| 5. | Hell's Waiting   | 2:52  |
| 6. | Revenge          | 1:46  |
| 7. | Joan Vollmer     | 2:25  |